# Klaffgetingfluga
Klaffgetingfluga (Chrysotoxum cautum) är en blomfluga som tillhör släktet getingblomflugor. 

## Kännetecken
Klaffgetingflugan har en svart och gul teckning vilken gör att den liknar en geting (mimikry). Den har ganska platt bakkropp jämfört med andra arter i släktet. På bakkroppen finns fyra breda avbrutna gula band. Antennsegment tre är kortare än segment ett och två tillsammans. Längden är mellan 13 och 15 millimeter. 

## Levnadssätt
Man hittar klaffgetingflugan i gläntor i lövskog eller på busk och hagmarker. Den flyger sällan högre än 2 meter. Man kan se den på blommor som till exempel berberis, ryssgubbe och midsommarblomster. Flygtiden är från mitten på maj (i södra Sverige) till mitten av juli. Liksom andra arter i släktet så lever klaffgetingflugans larv på rotlevande bladlöss. 

## Utbredning
Klaffgetingflugan finns i stora delar av Europa. I Sverige är den vanlig i Götaland och på västkusten och längs mälardalen. I Norge runt Oslofjorden. Den finns österut i Asien till Mongoliet.